# Erna Er En Kælepotte
Erna Er En Kælepotte er en dansk kortfilm fra 1986, der er instrueret af Marie Christine Poncelet.

## Handling
En poetisk skildring af et venskab mellem en lille pige og en ældre psykisk hæmmet blind kvinde, Erna. Erna er en barnlig sjæl, hun er blød og rund, slikken og kærlig, en rigtig kælepotte. En dag besøger Rebecca Erna. De skal i skoven for at spise i det grønne. Rebecca skal være øjne for Erna og fortælle skoven for hende.